# Liman (Azerbejdżan)
Liman – miasto w południowym Azerbejdżanie, w rejonie Lənkəran. Populacja wynosi 11,6 tys. osób (2022).